# Communauté de communes Loire Aubance
Die Communauté de communes Loire Aubance ist ein ehemaliger französischer Gemeindeverband mit der Rechtsform einer Communauté de communes im Département Maine-et-Loire in der Region Pays de la Loire. Sie wurde am 23. Dezember 2004 gegründet und umfasste 13 Gemeinden. Der Verwaltungssitz befand sich im Ort Juigné-sur-Loire.

## Historische Entwicklung
Die Communauté entstand 2005 durch Fusion der Communauté de communes de Brissac mit der aus dem Gebiet um Les Ponts-de-Cé. Die Communauté de communes Sud-Loire wurde aufgelöst. Les Ponts-de-Cé und Soulaines-sur-Aubance schlossen sich der Communauté urbaine Angers Loire Métropole an, Saint-Jean-de-la-Croix trat Loire Aubance bei, Mozé-sur-Louet der Communauté de communes Loire-Layon.
Mit Wirkung vom 1. Januar 2017 fusionierte der Gemeindeverband mit
- Communauté de communes des Coteaux du Layon und
- Communauté de communes Loire-Layon

und bildete so die Nachfolgeorganisation Communauté de communes Loire Layon Aubance. Gleichzeitig schlossen sich die Gemeinden Juigné-sur-Loire und Saint-Jean-des-Mauvrets zur Commune nouvelle Les Garennes-sur-Loire und die Gemeinden Les Alleuds, Brissac-Quincé, Charcé-Saint-Ellier-sur-Aubance, Luigné, Saint-Rémy-la-Varenne, Saint-Saturnin-sur-Loire, Saulgé-l’Hôpital und Vauchrétien zur Commune nouvelle Brissac-Loire-Aubance zusammen.

## Ehemalige Mitgliedsgemeinden
1. Les Alleuds
2. Blaison-Saint-Sulpice (Commune nouvelle)
3. Brissac-Quincé
4. Charcé-Saint-Ellier-sur-Aubance
5. Juigné-sur-Loire
6. Luigné
7. Saint-Jean-de-la-Croix
8. Saint-Jean-des-Mauvrets
9. Saint-Melaine-sur-Aubance
10. Saint-Rémy-la-Varenne
11. Saint-Saturnin-sur-Loire
12. Saulgé-l’Hôpital
13. Vauchrétien